# Miracle Girls Festival
A Miracle Girls Festival (ミラクルガールズフェスティバル; Hepburn: Mirakuru Gāruzu Fesutivaru) crossover ritmusjáték, melyet a Sega fejlesztett és jelentetett meg PlayStation Vita kézikonzolra. A játék 2015. december 17-én jelent meg Japánban.
A játék a Hatsune Miku: Project DIVA ritmusjáték-sorozat motorját használja, és olyan japán animesorozatokból szerepeltet dalokat, mint a JuruJuri, a Haijore! Nyaruko-szan, a Vividred Operation, a Kin-iro Mosaic, az Aoki hagane no Arpeggio, a Teszagure! Bukacu-mono, a Wake Up, Girls!, a Go! Go! 575, a No-Rin, a Mikakunin de sinkókei vagy a Gocsúmon va uszagi deszu ka?.